# Manfred Paul (Fotograf)
Manfred Paul (* 29. März 1942 in Schraplau bei Halle (Saale)) ist ein deutscher Fotograf. Er zählt zu den wichtigen Vertretern der Autorenfotografie in der Deutschen Demokratischen Republik.

## Leben
Nach dem Abitur 1960 in Querfurt arbeitete Manfred Paul zunächst als Steinbruch- und Gleisbauarbeiter. Anschließend nach Absolvierung einer Fotolaborantenlehre war er als Fotolaborant, Bühnenarbeiter und Regiegehilfe und von 1966 bis 1968 als Theaterfotograf am Landestheater Halle tätig. 1968 zog Paul nach Ostberlin in den Prenzlauer Berg. Nach einem Volontariat beim DDR-Fernsehen studierte er von 1968 bis 1974 Kamera an der Hochschule für Film und Fernsehen in Potsdam-Babelsberg. Nachdem er das Studium abgebrochen hatte, arbeitete er als freiberuflicher Fotograf für die Industrie. Daneben studierte er bei Heinz Föppel und Horst Thorau Fotografie an der Hochschule für Grafik und Buchkunst in Leipzig (HGB). Seit 1973 arbeitete er als Lehrer für Fotografie an unterschiedlichen Hochschulen in Berlin, Potsdam, Leipzig, Dresden und München. 1973/74 erhielt er Lehraufträge für Standfotografie an der Filmhochschule in Potsdam-Babelsberg. In den 1990er Jahren lehrt er anschließend an den Kunsthochschulen in Leipzig und in Dresden sowie an der Münchener Hochschule für Film und Fernsehen. Von 1995 bis 2007 war er Professor für Fotografie und audiovisuelle Medien an der Berliner Fachhochschule für Technik und Wirtschaft (FHTW).
Paul war bis 1990 Mitglied des Verbands Bildender Künstler der DDR und des Verbands der Journalisten der DDR.

## Werk und Rezeption
„Leben ist Zeit. Die Wirklichkeit begreife ich durch Phantasie. Meine Bilder bewahren die Dinge vor dem Verschwinden, wenn es mir gelingt, Ihnen eine Gestalt zu geben.“

Die Fotografie von Manfred Paul beschäftigt sich mit der existenziellen Frage des menschlichen Seins. Es sind Bilder, die zu Gleichnissen werden, um das Vergehen aller Dinge als Bedingung des Lebens zu begreifen.
In den 1970er Jahren setzt sich Manfred Paul mit klassischem Tanz als Bildmotiv auseinander. Zu dieser Zeit entsteht eine Serie von Ballettszenen, die einen Einblick in die anstrengende Arbeit der Tänzerinnen hinter der Bühne gibt. 1973–1989 entstehen Manfred Pauls Berliner Stadtbilder und der Zyklus Nature Morte. Zu seinen wichtigsten Werkgruppen zählen darüber hinaus Lebenszeichen Verena – eine Portraitreihe (seit 1971), Berlin NO (1973–1989), Interieurs (seit 1983), Grenzenlose Räume – Bilder über den Abriss der Berliner Mauer (1989/90), Künstlerporträts (1992/2002), Selbstporträts (seit 1996), Metamorphosen des Meeres (2002/2008) und Seestücke (2011). Diese fotografischen Serien stellen Langzeitprojekte dar, die fortlaufend weiter entwickelt und aktualisiert werden. Bis in die 1990er fertigte Paul zahlreiche Aufnahmen seines Ostberliner Wohnumfelds an, die gleichsam als Bildnisse eines Lebensgefühls vor der Wende beschrieben werden. Später unter dem Titel „Am Rande der stehenden Zeit“ zusammengefasst, sind die Fotografien von Brandmauern, Hinterhöfen Fensterausblicken und Häuserfassaden 2012 in einer gleichnamigen Publikation erschienen.

### Ulrich Domröse über Pauls Stadtbilder
„Mit einer gewissen Überraschung nahm die Fotografieszene zur Kenntnis, dass es auch in Ost-Berlin ein ähnlich anspruchsvolles Projekt zur Mauer-Fotografie gegeben hatte wie in West-Berlin, wo die Arbeiten von Shinkichi Tajiri, Hans W. Mende, Michael Schmidt, Karl-Ludwig Lange und André Kirchner schon lange bekannt waren. Allerdings sind die Ausgangsbedingungen nicht vergleichbar: In der DDR herrschte ein striktes Fotografieverbot in Bezug auf den „Antifaschistischen Schutzwall“. Sich hier mit der Mauer auseinanderzusetzen, war also ein risikoreiches Unterfangen und der Grund dafür, dass Manfred Paul sich einer metaphorischen Sprache bediente.“
Während Pauls Frühwerke ausschließlich Schwarz-Weiß-Aufnahmen darstellen, fotografierte er in den letzten Jahren wie beispielsweise bei der Serie „Seestücke“ (2011) zunehmend auch farbig.

### Der Kunstwissenschaftler Hubertus von Amelunxen über die Fotografien von Manfred Paul
„Dass er ein Melancholiker ist, seine Bilder die Schwermut tragen, hatte ich schon lange gesehen, in seinen schwarz weißen Bildern von Ostberlin, den Mauerwerken und Höfen und ihren menschlichen Hinterlassenschaften, den Stillleben und objets trouvés. Dass nun aber Manfred Paul farbig derart die Welt mit Zeit streicht, als zeige das Wasser die ewig vergebliche Suche nach Form, in der Begegnung mit der klaren Linie des Horizonts, die elende Ungewissheit dieser Welt, ist ein Zug, den ich nicht postddr, noch postmodern, aber frühpostromantisch nennen möchte, und damit ist keineswegs ein verklärendes Bild der Welt gemeint, sondern das kristallin klare ihrer Negation, weil Manfred Paul gerade in der so bestimmten Auslöschung der Welt die Berührung von Zeit und Raum findet, in den vergangenen Momenten die da kommen mögen.“
Für Hubertus von Amelunxen entsprechen Manfred Pauls Aufnahmen einem weltweiten Niveau der Fotografie und Kunst.

## Ausstellungen

### Einzelausstellungen (Auswahl)
- 2023: Dieselkraftwerk Cottbus, Cottbus[4]
- 2017: „Reflections of India“, Moritzburg in Halle
- 2017: Leonhardi-Museum, Dresden[5]
- 2016: Manfred Paul. Werkzyklen, DKW, Cottbus
- 2015: En Passant – Fotografien von Manfred Paul, Collection Regard, Berlin
- 2013: Manfred Paul – Berlin Nordost 1972–1990, Collection Regard, Berlin; Manfred Paul „Seestücke“ – Photographie, Galerie Pankow, Berlin
- 2011: Fotografie Manfred Paul, Kunstallianz, Berlin
- 2010: Stillleben, Galerie argus fotokunst, Berlin
- 2009: Körperlandschaften, Schloss Wiligrad am Schweriner See
- 2007: Galerie Eva Tent, Koblenz
- 2005: Galerie Refugium, Dresden
- 2003: Galerie argus fotokunst, Berlin
- 2001: Dom zu Schwerin
- 2000: Galerie S. Aurich-Rogge, Dresden / Medingen
- 1998: Paysage urbanité, Institut Claude-Nicolas Ledoux, Arc-et-Senans, Frankreich
- 1996: Guardini Stiftung, Berlin
- 1994: Mies van der Rohe Haus, Berlin; Galerie Bodo Niemann, Berlin
- 1992: Galerie S. Göpfert, München
- 1990: Galerie Agathe Gaillard, Paris, Frankreich; Salle polyvalente, Straßburg, Frankreich
- 1989: Kunstsammlungen Schwerin
- 1988: Musée d’Albi
- 1986: Musée des beaux-arts d’Orleans, Frankreich
- 1985: Kunstsammlungen Cottbus
- 1982: Galerie des Fotografieverbandes, Bukarest, Rumänien
- 1980: Galerie der LVF, Vilnius, Litauen

### Gruppenausstellungen (Auswahl)
- 2016: Natur und Industrie, Galerie Binome / Collection Regard, Paris
- 2016: Documenter l´éphémère (Dokumente des Vergänglichen), Collection Regard / Goethe-Institut, Paris
- 2016: Salon Photographique Collection Regard, Fotohaus, Arles
- 2015: Salon Photographique Collection Regard, Fotohaus, Arles
- 2014: NRW Forum Düsseldorf: Heimat – Fotografien aus der DZ BANK Kunstsammlung
- 2013: PraguePhoto Festival, Prag, Tschechien mit Photo Edition Berlin
- 2012: „Geschlossene Gesellschaft“, Künstlerische Fotografie in der DDR 1949–1989, Berlinische Galerie, Berlin
- 2010: Körpernah – Akte / Nudes, Galerie Tammen, Berlin; Fotografie Heute, Kunstsammlungen Neubrandenburg
- 2009: Stillleben in Fotografie und Malerei, Galerie Tammen, Berlin; 20 Jahre Deutsche Einheit, Kunsthalle Schweinfurt
- 2008: Die Farbe Schwarz, Schloss Wiligrad am Schweriner See; (Märkischer) Sand, kunst.museum.dieselkraftwerk.cottbus
- 2007: Un mur, un trou et un visage, Maison d’art B. Anthonioz, Nogent-sur-Marne, Frankreich
- 2005: Polaroid als Geste, Museum für Photographie, Braunschweig; female nudes, Galerie argus fotokunst, Berlin; Aletheia, Galerie im Stadtmuseum, Jena
- 2004: Utopie und Wirklichkeit, Forum für Fotografie, Köln; 2005: Willy-Brandt-Haus, Berlin
- 1996: Kunsthalle Kopenhagen
- 1992: Le choix de Madeleine »La Declaration«, Centre regional d’art contemporain Alsace, Altkirch, Frankreich
- 1991: Übergänge – Fotografie in der DDR, Eisenwerk Frauenfeld, Schweiz
- 1990: Berlin, November 1989, Berlinische Galerie, Berlin
- 1993: Madras, Bangalore, Hyderabad, Indien, Osteuropäische Fotografie, Musée de l’Elysée, Lausanne, Schweiz
- 1989: Fotografen in der DDR, Mexiko-Stadt, Mexiko
- 1987: Kulturzentrum Neu-Delhi, Indien
- 1986: Kulturzentrum Buenos Aires, Argentinien
- 1985: Centre Culturel Cherbourg, Musée Municipal de Brest, Maison de la Culture André Malraux de Reim, Frankreich
- 1983: Bugünün Avrupa Fotografie, Dost Sanat Ortami, Ankar, Türkei
- 1982/1983: IX. Kunstausstellung der DDR, Dresden
- 1979: Fotografie in der DDR, Stadthalle Köln-Gürzenbach
- 1978: Young East Germans, Camden Arts Centre, London; Centro Culturale, Rom, Italien
- 1976: Salle polyvalente, Saint-Denis, Frankreich

## Öffentliche Sammlungen mit Werken Pauls (unvollständig)
- Berlinische Galerie, Landesmuseum für moderne Kunst, Fotografie und Architektur, Berlin
- Staatliche Museen zu Berlin, Kunstbibliothek
- Kupferstichkabinett Dresden
- Museum Ludwig, Köln
- Musée de l’Elysée, Lausanne
- Museum of Modern Art, New York
- Bibliothèque nationale de France, Paris
- Collection Michèle et Michel Auer, Schweiz
- Collection Durrenberger, Strasbourg
- Collection Regard, Berlin
- DZ Bank Frankfurt am Main
- Kunstmuseum Moritzburg Halle (Saale)
- Kunstmuseum Dieselkraftwerk Cottbus
- Kunsthalle Schweinfurt

## Veröffentlichungen (Auswahl)

### Monografien
- Manfred Paul. Fotografien, Kunstsammlungen Cottbus 1985.
- Manfred Paul. Musée des Beaux-Arts d’Orléans 1986.
- Manfred Paul. Fotografien, Mies van der Rohe Haus Berlin 1994.
- Malcolm de Chazal, Manfred Paul: Plastische Sinne (Sens-plastique), Aletheia IV, Berlin 1996.
- Paysage urbanité, Arc-et-Senans/Berlin 2000.
- Das Auge gibt dem Körper Licht, hrsg. v. Ulrich Kafka, Evangelisch-Lutherische Domgemeinde Schwerin 2001.
- Manfred Paul. Fotografie, hrsg. v. Kunstallianz Berlin, 2011.
- Berlin Nordost 1972–1990, Am Rande der stehenden Zeit, hrsg. v. Edition Braus, 2012.
- Manfred Paul: Seestücke. hrsg. v. Galerie Pankow, 2013.
- Manfred Paul. En Passant 1986–1990, hrsg. v. Spector Books, 2015.

### Buchillustrationen
- Der Englische Garten zu Wörlitz, Berlin 1987.
- Quedlinburg: Das städtebauliche Denkmal und seine Fachwerkbauten, Berlin 1990.
- Grenzenlose Räume, Berlin 1991.
- Friedrichswerdersche Kirche, Berlin 1991.
- La légèreté de l’être. Steffi Scherzer/Oliver Matz, Berlin 1999

### Anthologien
- Creative Camera: Young East German Photographers, Juni 1978.
- Fotografie in Europa heute, Köln 1982.
- Michèle und Michel Auer: Encyclopédie internationale des photographes de 1839 à nos jours, Hermance 1985 (frz./engl.).
- Photographes contemporains en R.D.A., Paris 1985.
- Die Faszination des Gesichts, Cottbus 1988.
- Berlin, November 1989. 14 Fotografen aus Ost und West erleben die Öffnung der Mauer, Berlin 1990.
- Un mur pour tous les temps, Strasbourg 1992.
- Zwischenzeiten. Bilder ostdeutscher Photographen 1987–1991, hrsg. von F.C. Gundlach, Düsseldorf 1992.
- Unbestimmte Akt-Körper. Fotografien von Manfred Paul, in: Photonews, September 1993.
- Leben im Prenzlauer Berg. Ein Berliner Fotoalbum 1949 bis 1990, Fürth 1998.
- Michèle Auer, Jean Streff: Histoires d’Oeufs, Neuchâtel 1999.
- Vom Mythos zum Fragment. Aktphotographien, Köln 1999.
- Das Lexikon der Fotografen. 1900 bis heute, München 2002.
- Utopie und Wirklichkeit. Ostdeutsche Fotografie 1956–1989, Bönen 2004.
- Polaroid als Geste, Ostfildern-Ruit 2005.
- Geschlossene Gesellschaft, Bielefeld 2012.